# Novio a la vista
Novio a la vista es una película española dirigida por Luis García Berlanga y estrenada el 15 de febrero de 1954.

## Argumento
La película se desarrolla en la España de 1918. Loli es una jovencita que acaba de superar el umbral de la adolescencia y entra por fin en la edad de ser casadera. A juicio de su madre, debe encontrar un marido a no tardar. Y el mejor sitio es la playa, concretamente la de Lindamar (localidad ficticia, el rodaje se hizo en el hotel Voramar de Benicasim en Castellón), de moda entre la gente acomodada de la época. Con ese fin, ambas se desplazan a la costa. La madre aspira a que un ingeniero por ellas conocido se fije en la chica. Pero Loli, de quien realmente está enamorada es de Enrique, un pobre estudiante que, además, ha suspendido en los exámenes de junio.

## Reparto
| Intérprete                 | Personaje                  |
| -------------------------- | -------------------------- |
| Josette Arno               | Loli                       |
| Jorge Vico                 | Enrique García Hurtado     |
| Julia Caba Alba            | Madre de Loli              |
| Antonio Riquelme           | Antonio Cortina            |
| Julia Lajos                | Mujer de Pepito            |
| Irene Caba Alba            | Señora de Cortina          |
| Fernando Aguirre           | Amorós                     |
| Alicia Altabella           | Mujer misteriosa           |
| José Luis López Vázquez    | Juanito Renovales          |
| Luis Roses                 | Don Enrique                |
| Carlos Díaz de Mendoza     |                            |
| Mercedes Muñoz Sampedro    | Tía de Loli                |
| Luis Pérez de León         | Ballester                  |
| Concha Fernández           | Genoveva Peláez            |
| Josefina Bejarano          | Madre de Genoveva          |
| Elisa Méndez               | Miembro 'club de mahuras'  |
| Juana Ginzo                | Hermana de Genoveva Peláez |
| Elena Montserrat           |                            |
| María Luisa Arias          |                            |
| Concha López Silva         |                            |
| José Alburquerque          | Catedrático                |
| Mateo Guitart              | Catedrático                |
| Carmen Villa               |                            |
| Antonio Truyols            |                            |
| Enrique S. Guzmán          | Gordo                      |
| Terele Pávez               | Pecas                      |
| Ana María Caballero        |                            |
| Jaime Ibrán                |                            |
| Rafael Membiela            |                            |
| Mauricio Lapeña            |                            |
| María Teresa del Castillo  |                            |
| Federico Urquidi           |                            |
| María Dolores de la Cámara |                            |
| Fernando Rojas             |                            |
| Juan Díez Nicolás          |                            |
| Antonio Vico               | Don Vicente                |
| José María Rodero          | Federico Villanueva        |